# Pietre di Snottsta e Vreta

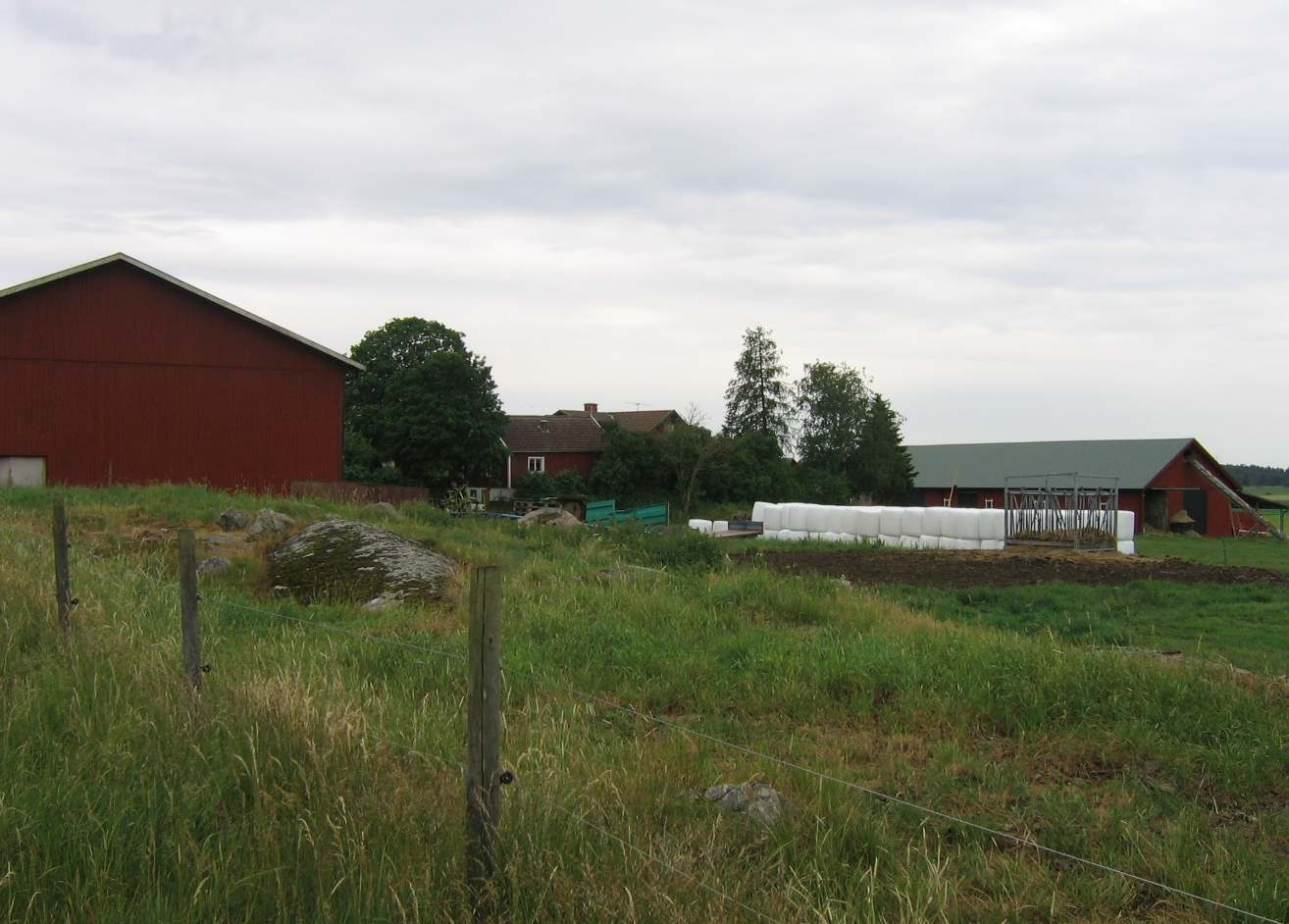
La fattoria Snottsta o Snåttsta (in norreno: Snotastaðir) si trova nel medesimo posto da circa 1000 anni, come testimoniato dalle pietre runiche

Le Pietre di Snottsta e Vreta sono quattro pietre runiche conosciute anche come U 329, U 330, U 331 e U 332. Furono rinvenute nelle fattorie di Snottsta (chiamata anche Snåttsta) e Vreta (nell'Uppland, Svezia) e riportano testi incisi in norreno che raccontano la storia di Gerlög e sua figlia Inga. Risalgono tutte all'XI secolo, per la precisione dovrebbero risalire agli anni 1050-1080, e insieme alle Pietre runiche di Färentuna e alla Pietra di Hillersjö completano la storia familiare delle due donne.
Le quattro pietre raccontano che Ragnfast, marito di Inga, morì. Ragnfast era l'unico erede della proprietà di Snottsta dopo suo padre Sigfast. La pietra runica rinvenuta a Vreta ci fornisce un'importante informazione: lei ereditò da suo figlio. Questo si accorda con quanto riportato sulla pietra runica U 29, dove si dice che Inga ereditò da suo figlio, il quale non viene nominato perché probabilmente troppo piccolo. Il messaggio centrale tramandato da questi monoliti è che Inga ereditò Snottsta dopo Ragnfast.
Le pietre ci informano anche che Ragnfast ebbe un huscarl di nome Assur. Il perché ci viene data questa informazione non è specificato, ma è probabile che Assur avesse una posizione di rilievo all'interno del clan e potrebbe aver ereditato alcune proprietà di Ragnfast.
Inoltre, la pietra runica U 329 contiene alcune informazioni su una terza e una quarta donna: Estrid e Gyrid. È inciso che Ragnfast è il fratello di Gyrid ed Estrid e il motivo per cui questo viene specificato è forse perché c'è stato un disaccordo sull'eredità. È chiaro che esse sono menzionate per spiegare in che modo sono collegate a Inga.
Estrid probabilmente è la stessa persona citata sulle pietre runiche di Jarlabanke, in Täby. Questa donna fu la fondatrice dell'importante clan di Jarlabanke e la progenitrice dei membri più importanti di questo gruppo. L'uomo che incise la U 329, di nome Fot, fu anche l'artefice delle Pietre runiche di Jarlabanke. Questo suggerisce che Estrid nacque a Snottsta, sposò in prime nozze Östen di Täby e in seconde nozze si sposò a Harg, vicino a Snottsta.

## U 329

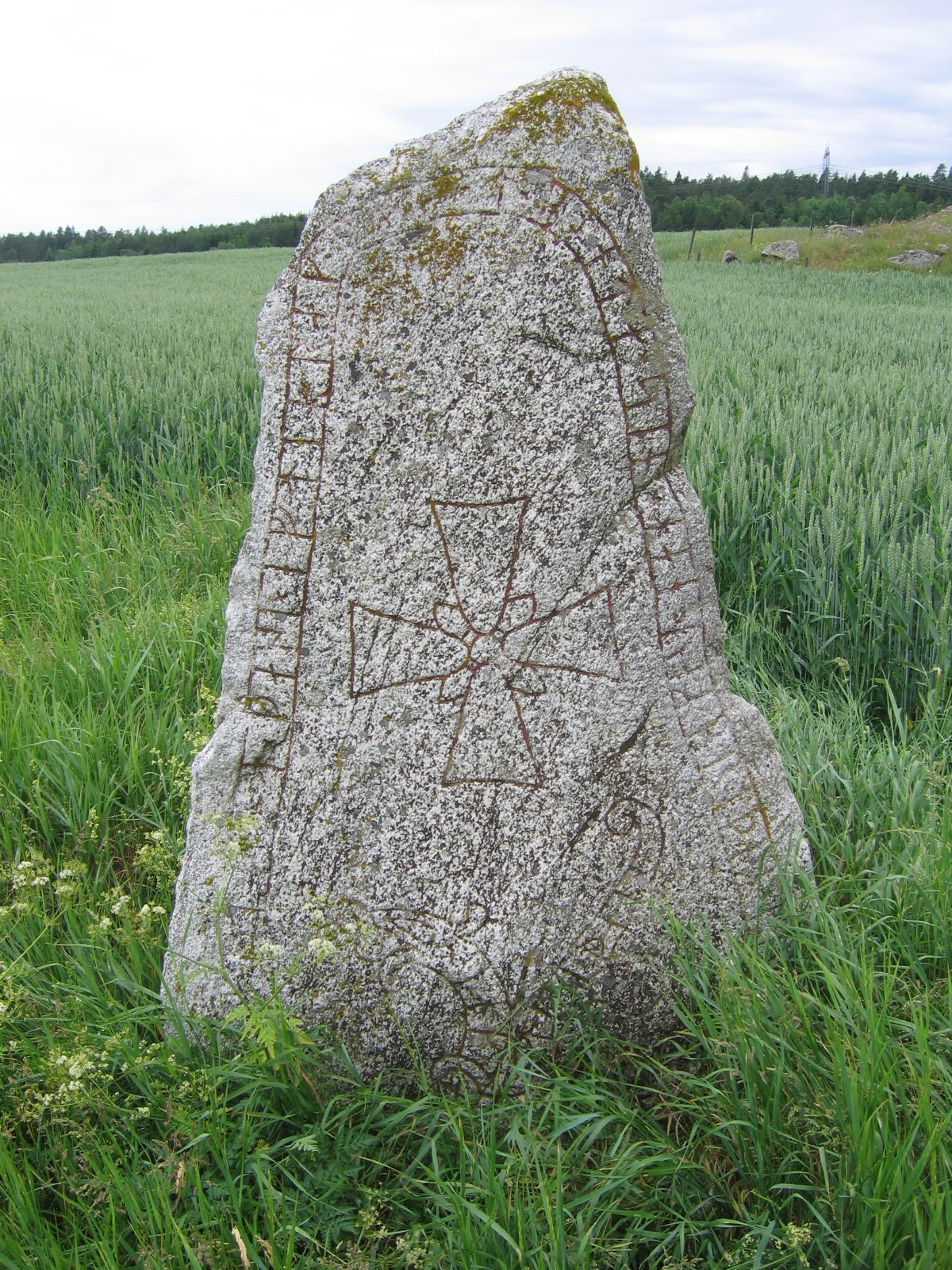
U 329

Questa pietra fu eretta accanto ad un campo e lungo una strada sterrata. Fu eretta da Inga in memoria di suo marito Ragnfastr, e cita le sorelle di lui Gyríðr e Ástríðr. Questo testo andrebbe paragonato con quello della U 331, ove si afferma che Ragnfastr era l'unico erede dei beni, e con quello della U 332 dove si dichiara che Inga ereditò i beni e anche il figlio di Ragnfastr. Si specifica anche che tra le tre donne, Inga fu proprietaria di Snottsta.

### Traslitterazione in caratteri latini
× inka × lit × raisa × staina × þasi × eftiR × raknfast × bonta × sin × han × uaR × broþiR × kuriþaR × auk × estriþaR ×

### Trascrizione in norreno
Inga let ræisa stæina þasi æftiR Ragnfast, bonda sinn. Hann vaR broðiR GyriðaR ok ÆstriðaR.

### Traduzione in italiano
Inga eresse queste pietre in memoria di Ragnfastr, suo marito. Egli fu fratello di Gyríðr e Ástríðr.

## U 330

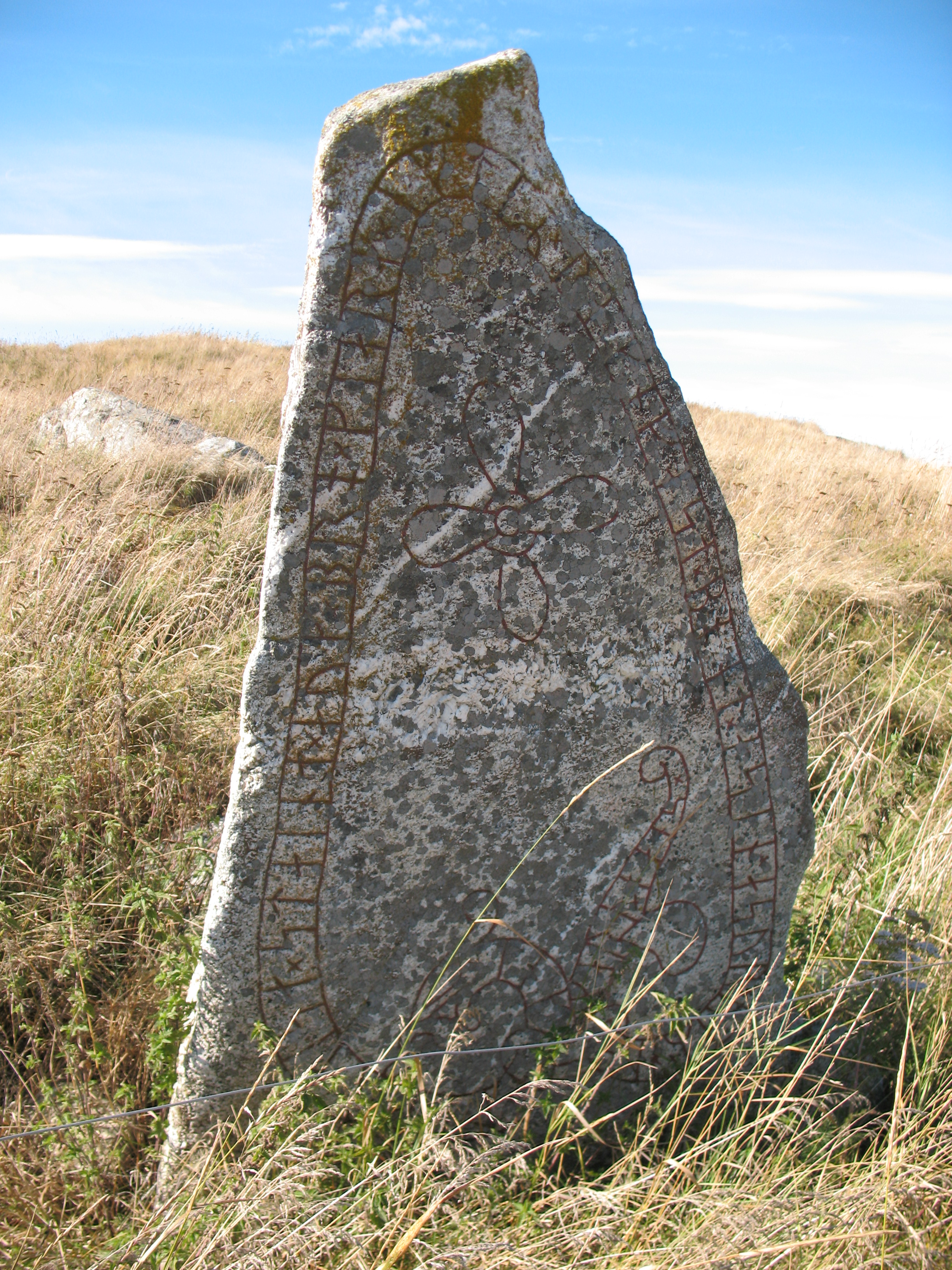
U 330

Questo monolito fu eretto ai piedi di una collinetta sita nel centro di un campo. Il testo inciso racconta che Inga eresse questa pietra assieme ad un ponte e ad altre pietre runiche (U 329 e forse altre andate perdute) in onore di suo marito Ragnfastr. Inoltre si dice che Assurr/Özurr fu un huscarl di Ragnfastr, questo probabilmente per mettere in evidenza l'importanza di Assur e per riconoscergli dei diritti sull'eredità. Assur viene identificato con Andsvarr (un morfo di Özurr e Assur) che fu commemorato da sua figlia Guðlaug sulla pietra runica U 328, e Guðlaug è la stessa persone che eresse le Pietre runiche d'Italia, in memoria di suo figlio Holmi, il quale discese in Italia, e che sarebbe il figlio di Assur.

### Traslitterazione in caratteri latini
× inka × lit × raisa × staina × auk × bro × kiara × eftiR × raknfast × bont×a sin × asur × uaR × huskarl × hans ×

### Trascrizione in norreno
Inga let ræisa stæina ok bro gærva æftiR Ragnfast, bonda sinn. Assurr vaR huskarl hans.

### Traduzione in italiano
Inga eresse queste pietre e fece il ponte in memoria di Ragnfastr, suo marito. Ôzurr fu suo huscarl.

## U 331

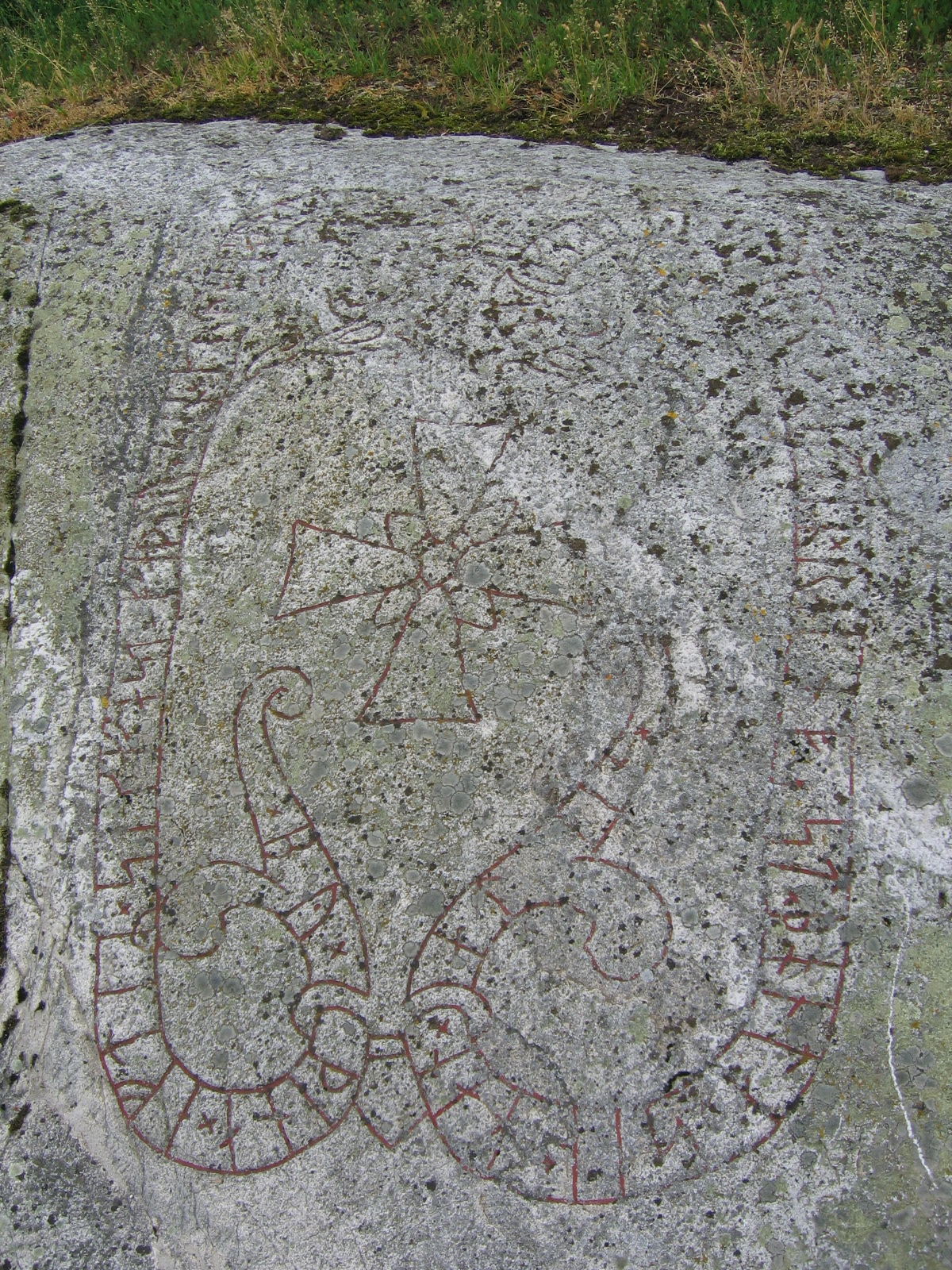
U 331

U 331 non è una pietra runica, ma una roccia affiorante che riporta inciso un testo ove Inga dice che suo marito Ragnfastr è morto e che egli è l'unico erede di suo padre, Sigfastr. Questa incisione andrebbe paragonata con quella presente su U 329, dove vengono citate le sorelle del defunto e pertanto queste non hanno nessun diritto sull'eredità.

### Traslitterazione in caratteri latini
× inka × lit × rista × runaR × eftiR × raknfast × bonta × sin + han × at[i +] ain ×× by × þina × eftiR × sikfast × faþur × sin × kuþ × hialbi × ant þaiRa ×

### Trascrizione in norreno
Inga let rista runaR æftiR Ragnfast, bonda sinn. Hann atti æinn by þenna æftiR Sigfast, faður sinn. Guð hialpi and þæiRa.

### Traduzione in italiano
Inga scolpì queste rune in memoria di Ragnfastr, suo marito. Egli solo possedette questa proprietà dopo Sigfastr, suo padre. Dio aiuti le loro anime.

## U 332

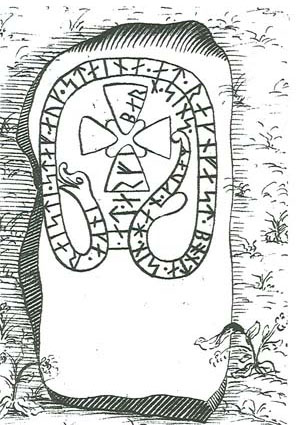
U 332 in un disegno del XVIII secolo

La pietra runica a Vreta U 332 è andata perduta. Il suo testo e la sua composizione ci è nota grazie ad un disegno risalente al XVIII secolo. Questo monolite fu eretto da Inga e ci dice che sia suo marito Ragnfastr che il loro figlio erano morti ed ella ereditò da essi. La pietra di Hillersjö termina la saga familiare informandoci che Inga morì senza eredi e la proprietà passo alla madre di lei, Gerlög che viveva sull'isola di Färingsö.

### Traslitterazione in caratteri latini
inka * raisti * staf * auk * staina * at * raknfast * bonta * sin * han * kuam * at * arfi barn * sins *

### Trascrizione in norreno
Inga ræisti staf ok stæina at Ragnfast, bonda sinn. H[o]n kvam at arfi barns sins.

### Traduzione in italiano
Inga eresse lo staff e le pietre in memoria di Ragnfastr, suo marito. Lei venne ad ereditare da suo figlio.